# Paphiopedilum gratrixianum
Espèce
Paphiopedilum gratrixianum est une espèce de plantes à fleurs de la famille des Orchidaceae et du genre Paphiopedilum. C'est une orchidée originaire d'Asie.